# Эфиосемитские языки

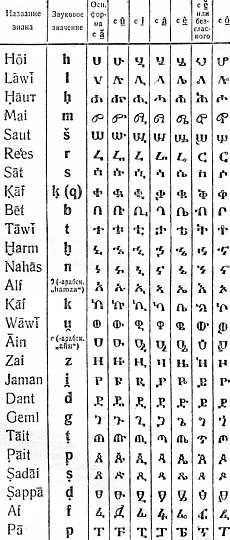
Алфавит эфиопских языков

Эфиосеми́тские языки́ (эфиопские, абиссинские) — ветвь семитской семьи языков, близкая к древнеюжноаравийским. Древнейший из них — геэз (древнеэфиопский язык); самые ранние найденные на нём надписи датируются IV веком.
Они делятся на североэфиосемитские (тигринья, тигре и др.) и южноэфиосемитские языки (амхарский и др).
В недавнем исследовании было предположено[кем?], что эфиопская семитика была завезена в Африку из Южной Аравии примерно 2800 лет назад, и что это внедрение этиосемитов претерпело «быструю диверсификацию» в Эфиопии и Эритрее.
Все современные эфиопские семитские языки имеют общий порядок слов субъект-объект-глагол (SOV), но у геэз был порядок глагол-субъект-объект (VSO), как у других семитских языков.

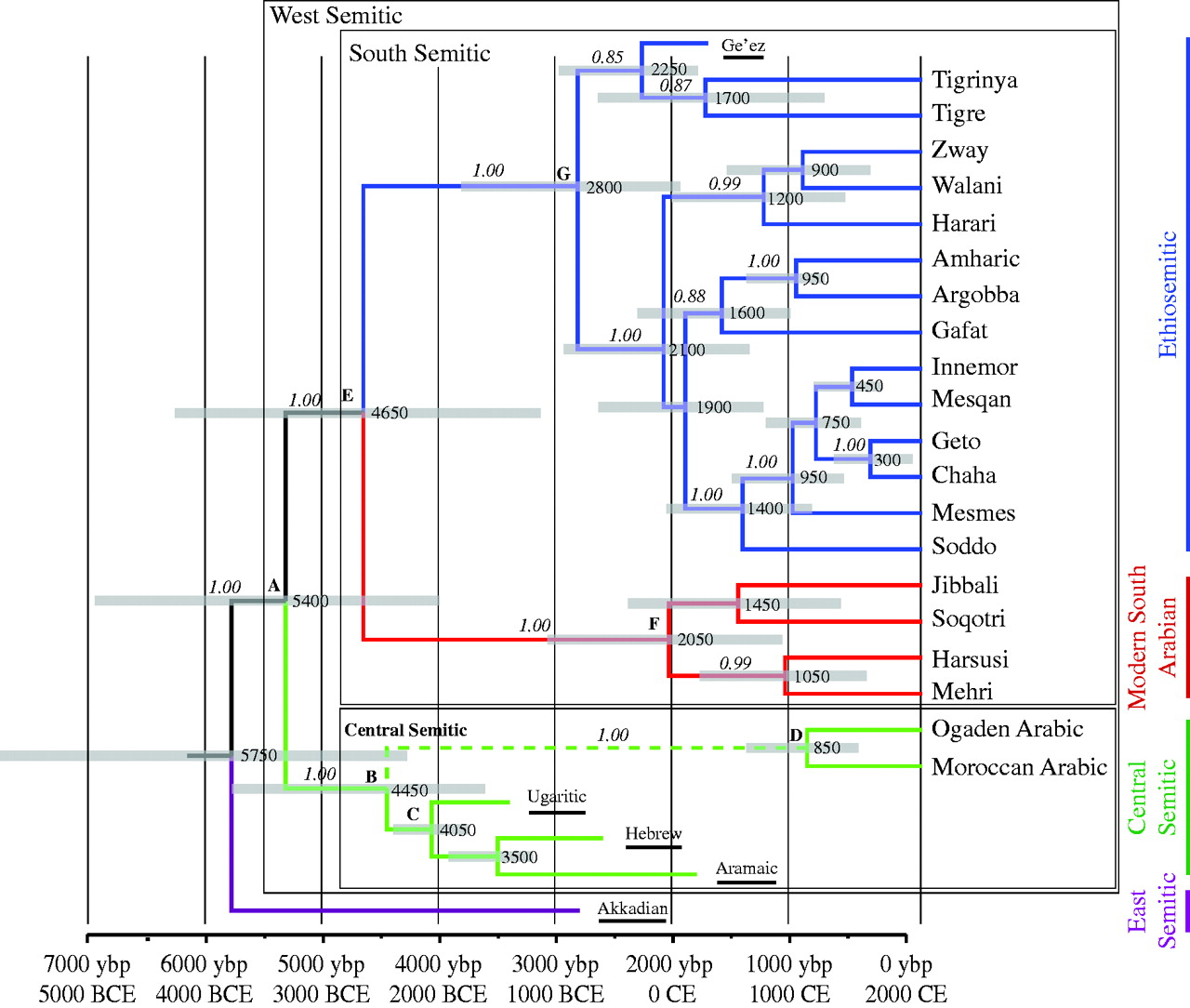
Генеалогия эфиосемитских языков